# Lâu đài Hajnáčka
Lâu đài Hajnáčka (tiếng Slovakia: Hajnáčka hrad) là tàn tích của một lâu đài có từ thời Trung cổ, tọa lạc trên một vách đá bazan thuộc địa phận làng Hajnáčka, vùng Banská Bystrica, Slovakia.

## Lịch sử
Trong cuộc xâm lược của người Mông Cổ vào Hungary (1241 - 1242), một công sự đã được xây dựng trên đồi Darmskó với chức năng là một nơi lánh nạn. Sau này, vào khoảng giữa thế kỷ 15, việc xây dựng lâu đài Hajnáčka được hoàn thành. Lúc bấy giờ, lâu đài mang phong cách kiến trúc Gothic. Vào năm 1545, người Thổ Nhĩ Kỳ đã chinh phục và chiếm giữ lâu đài này trong một năm.
Trong giai đoạn cuối thế kỷ 16 - đầu thế kỷ 17, lâu đài đóng một vai trò quan trọng trong tuyến phòng thủ chống Thổ Nhĩ Kỳ. Tuy nhiên, vào năm 1645, người Thổ Nhĩ Kỳ một lần nữa thành công chiếm đóng lâu đài Hajnáčka trong một thời gian ngắn.
Rất ít người sinh sống trong lâu đài Hajnáčka vào thế kỷ 17. Năm 1703, lâu đài Hajnáčka bị thiêu rụi và không được xây dựng lại kể từ đó. Ngày nay, tàn tích còn sót lại của lâu đài này chủ yếu là những bức tường đổ nát, các bậc cầu thang và một pháo đài hình móng ngựa.

## Hình ảnh

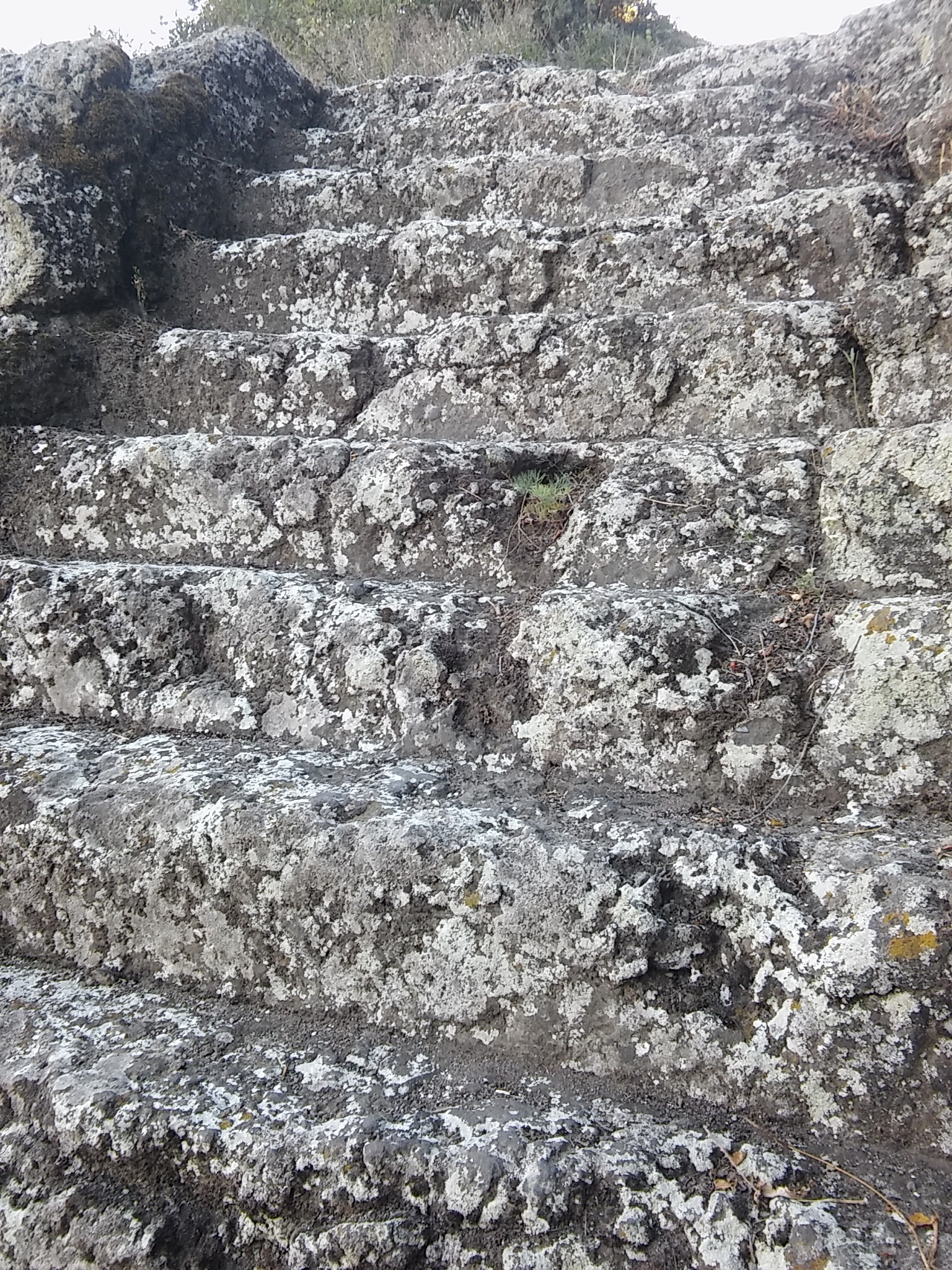
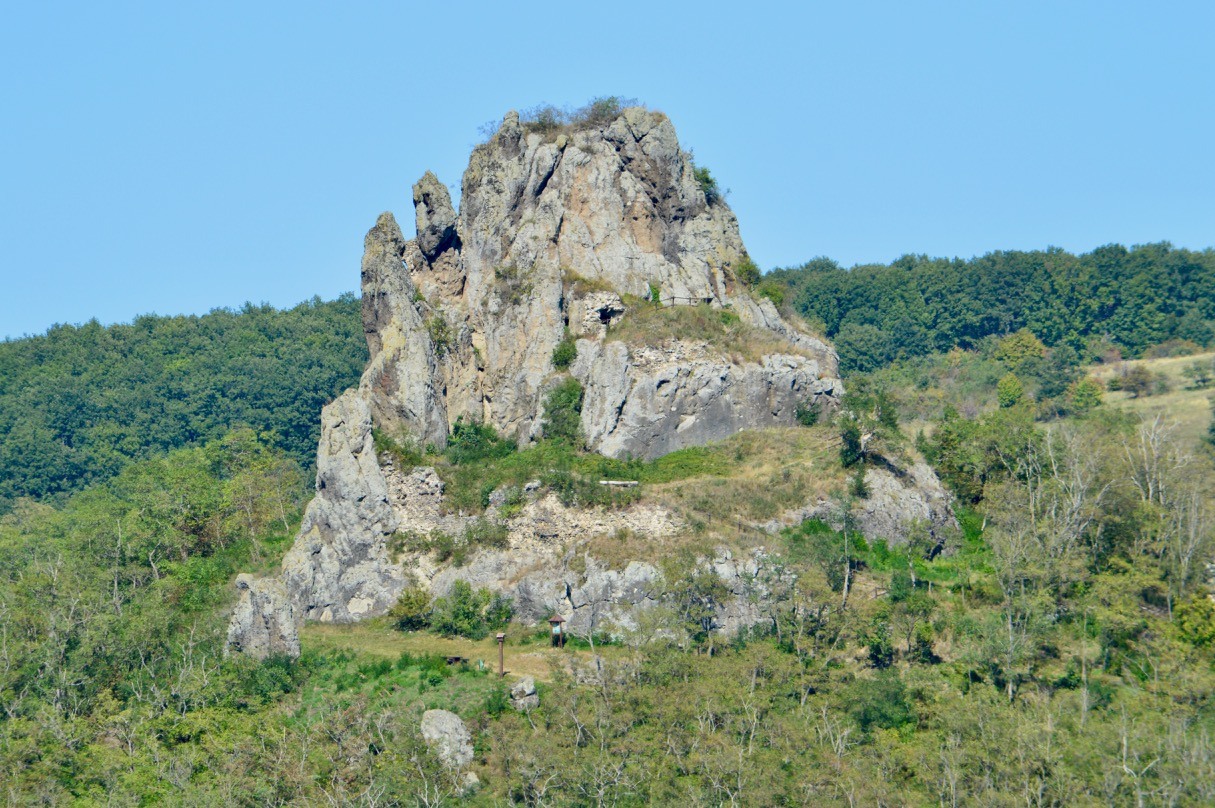
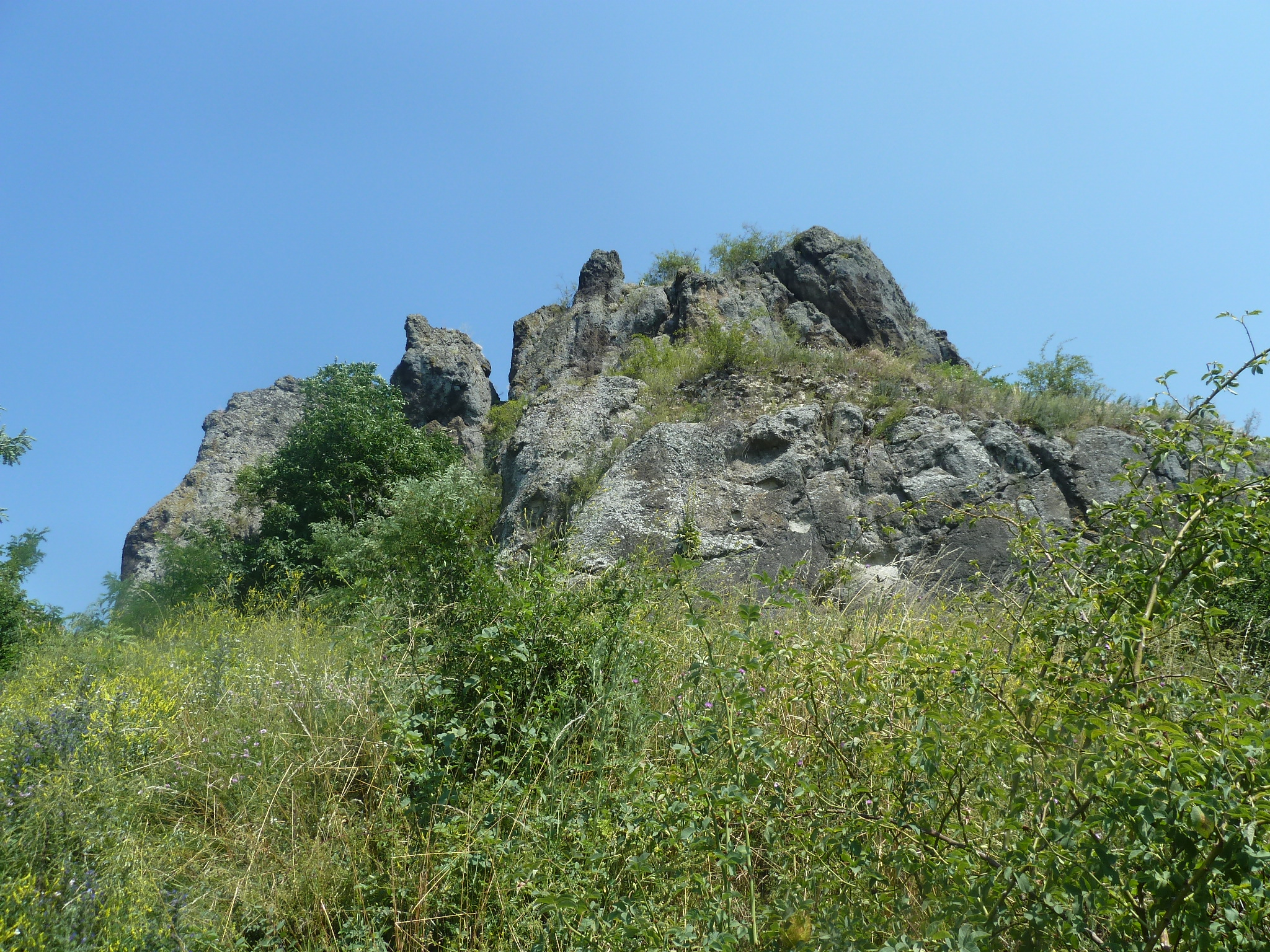